# Nishigō (Fukushima)
Nishigō (jap. 西郷村, -mura) ist ein japanisches Dorf im Landkreis Nishishirakawa in der Präfektur Fukushima.

## Geografie
Nishigō befindet sich in der zentralen Region Nakadōri von Fukushima zwischen dem Abukuma-Hochland im Osten und dem Ōu-Gebirge im Westen. Der Ostteil der Gemeinde liegt im Shirakawa-Becken (白河盆地 Shirakawa-bonchi) auf etwa 500 m Höhe, während sich der Großteil der Gemeinde über die Kashi-Hochebene (甲子高原 Kashi-kōgen) auf etwa 800 m Höhe erstreckt, die sich bis zum Fuß des 1549 m T.P. hohen Kashi-zan (甲子山) erstreckt. Die höchste Erhebung ist der 1916,9 m T.P. hohe Sambon’yari-dake (三本槍岳) im Südwesten, der zum Nasu-dake-Vulkanmassiv gehört. Durchflossen wird die Hochebene vom Abukuma.
Die Nachbargemeinden sind im Uhrzeigersinn Shirakawa im Nordosten und Osten, Nasu im Südosten, Nasushiobara im Südwesten, Shimogō im Westen, sowie Ten’ei im Nordwesten.

## Geschichte
Die Gemeinde entstand am 1. April 1889 bei der Reorganisation des japanischen Gemeindewesens aus den westlichen Dörfern (nishigō) des Landkreises Nishishirakawa: Kumakura (熊倉村), Habuto (羽太村), Mabune (真船村), Odakura (小田倉村), Yone (米村), Nagasaka (長坂村), Kashiwano (柏野村) und Tsuryū (鶴生村).
Die Naturkatastrophe des Tōhoku-Erdbebens am 11. März 2011 forderte in Nishigō 5 Tote. 43 Wohngebäude wurden völlig und 305 weitere teilweise zerstört.

## Sehenswürdigkeiten
Größte touristische Anziehungspunkte sind die heißen Quellen (Onsen) Kashi Onsen (甲子温泉) und Shin-Kashi Onsen (新甲子温泉) am Bergfuß des Kashi.
Einen guten Überblick über die Natur der Kashi-Hochebene gibt es von der 81,8 m langen Yukiwari-Brücke (雪割橋 -bashi) über der 50 m tiefen Yukiwari-Schlucht (雪割渓谷 -keikoku) des Abukuma, insbesondere im Frühling und Herbst.
Bis 2008 hatte die Gemeinde mit dem Skiort Shirakawa-Kōgen auch ein Wintersportgebiet.

## Verkehr
Anbindung an das japanische Schienennetz besteht über die JR East Tōhoku-Shinkansen nach Tokio oder Aomori sowie Tōhoku-Hauptlinie nach Tokio oder Morioka.
Wichtigste Fernstraße ist die Tōhoku-Autobahn nach Kawaguchi oder Aomori. Die Nationalstraße 4 führt nach Tokio oder Aomori, die Nationalstraße 289 nach Niigata oder Iwaki.

## Bildung
Nishigō besitzt die Grundschulen Kumakura, Odakura, Yone, Habuto und Kawatani, sowie die 1. Mittelschule Nishigō, die 2. Mittelschule Nishigō und die Mittelschule Kawatani. Eine eigene reguläre Oberschule gibt es nicht, allerdings betreibt die Präfektur hier eine Schule für körperlich beeinträchtigte Kinder.